# كابيتال برا

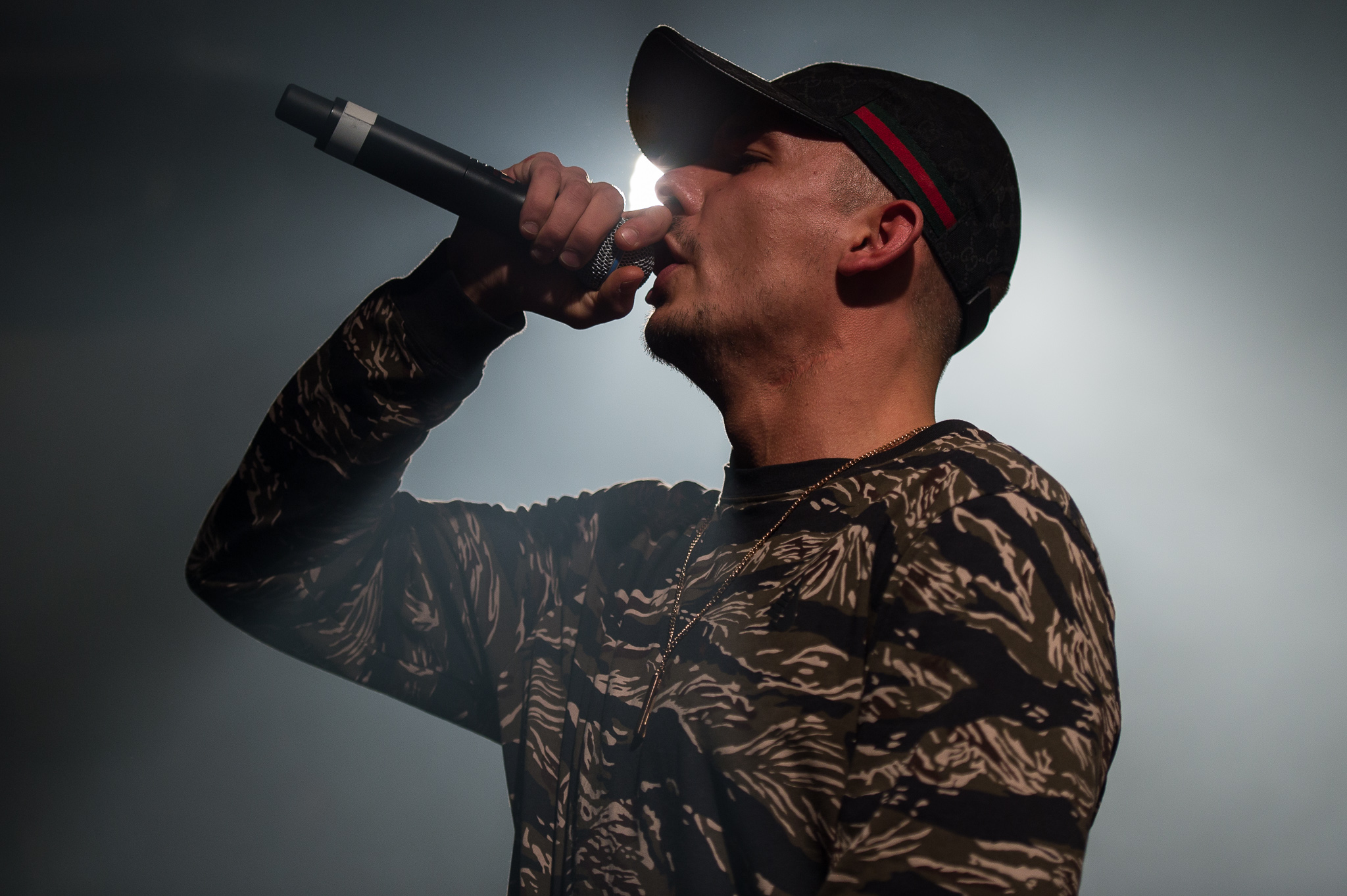
كابيتال برا (2018)

كابيتال برا (بالألمانية: Capital Bra)‏ أو جوكر برا (بالألمانية:Joker Bra) اسمه الحقيقي «فلاديسلاف بالوفاتسكي» هو مغني راب ألماني من مواليد (23. نوفمبر 1994 في سيبيريا، روسيا). لديه العلامة التجارية الخاصة به "Bra Musik", والتي يتم توزيعها بواسطة مجموعة يونيفرسال الموسيقية. اكتسب شهرة واسعة لأول مرة من خلال ظهوره على "Rap am Mittwoch". في ألمانيا والنمسا، يعتبر كابيتال برا هو الفنان الأكثر نجاحًا في التاريخ من حيث حصوله على الرقم الأول. وهو أيضًا أول فنان ينجح في الحصول على الترتيب الأول خمسة عشر مرة في الأغاني الموسيقية الألمانية خلال سنة واحدة.

## حياته
ولد كابيتال برا عام 1994 في سيبيريا، عمل والداه في صناعة النفط، انتقلت الأسرة بعد ذلك إلى دنيبرو في أوكرانيا، حيث أمضى هناك جزءً من طفولته. في سن السابعة، انتقل هو ووالدته إلى برلين في مقاطعة هوهنشنهاوزن. في شبابه لعب كرة القدم في فريق دينامو برلين. ثم سقط في الوسط عالم الجريمة البسيطة وخدم العديد من العقوبات على القواصر. بسبب مشاجراته مع باقي التلاميذ اضطر إلى تغيير المدرسة أكثر من مرة وأمتنع من الدراسة تماماً في الصف التاسع.

## الألبومات
|         | السنة                                                    | العنوان       | الترتيب حسب البلد | الترتيب حسب البلد | الترتيب حسب البلد                               | ملاحظات |
| ألمانيا | السنة                                                    | العنوان       | النمسا            | سويسرا            |                                                 | ملاحظات |
| 2016    | Kuku Bra Baba City, Chapter One, Universal               | 32 (أسبوع 1). | 61 (أسبوع 1).     | —                 | نشرت لأول مرة: 29 يناير 2016                    |         |
| 2017    | Makarov Komplex Auf!Keinen!Fall!, Chapter One, Team Kuku | 2 (أسبوع 8).  | 1 (أسبوع 3).      | 5 (أسبوع 3).      | نشرت لأول مرة: 3 فبراير 2017                    |         |
| 2017    | Blyat Auf!Keinen!Fall!, Team Kuku                        | 3 (أسبوع 51). | 3 (أسبوع 27).     | 5 (أسبوع 4).      | نشرت لأول مرة: 29 سبتمبر 2017 المبيعات: 100.000 |         |
| 2018    | Berlin lebt Team Kuku, Sony Music                        | 1 (أسبوع 55). | 1 (أسبوع 57).     | 1 (أسبوع 32).     | نشرت لأول مرة: 22 يونيو 2018 المبيعات: 100.000  |         |
| 2018    | Allein Ersguterjunge, Team Kuku, Sony Music              | 2 (أسبوع 17). | 3 (أسبوع 15).     | 5 (أسبوع 9).      | نشرت لأول مرة: 2 نوفمبر 2018                    |         |
| 2019    | CB6 Bra Musik, Urban                                     | 1 (أسبوع...). | 1 (أسبوع...).     | 2 (أسبوع...).     | نشرت لأول مرة: 12 أبريل 2019                    |         |

Berlin lebt 2
-
4 أكتوبر 2019

## الوصلات الخارجية
- كابيتال برا على فيسبوك
- قناة كابيتال برا على يوتيوب